# Kargo
A Kargo török rockegyüttes, az 1990-es évek egyik legmeghatározóbb török rockegyüttese.

## Története
Az együttest az 1990-es években Isztambulban alapította Selim Öztürk és Mehmet Şenol Şişli (basszusgitár). Hamarosan feloszlott az eredeti felállás és az alapító tagok új zenészek után kezdtek kutatni. Ismeretségi körükből került az együttesbe Serkan Çeliköz, aki nem csak szintetizátoron, de gitáron, hegedűn és basszusgitáron is játszik. Burak Karataş lett a Kargo új dobosa. Az együttes egy bárban fedezte fel magának Koray Candemir-t, akinek hangja annyira megtetszett a tagoknak, hogy azonnal felkérték, legyen a Kargo új énekese. 1996-ban már ezzel az új felállással vették fel a második albumukat, Yarına Ne Kaldı (Mi maradt holnapra?) címmel, mely átütő sikert aratott a pop-orientált török zenei piacon. A Kargo lett az első igazán sikeres rockegyüttes Törökországban.
Négy további stúdióalbumot követően 2000-ben a Kargo tagjai úgy döntöttek, szüneteltetik az együttes munkáját. Koray Candemir ekkor adta ki szólóalbumát, Sade (Egyszerű) címmel, míg Selim és Serkan más előadókkal dolgoztak együtt. Ekkor döntött úgy Mehmet Şenol Şişli, a legtöbb dal szerzője, hogy nem kíván többé az együttes tagja lenni. A Kargo 2001-ben Best of Kargo címmel válogatás-albumot jelentetett meg, majd a szünetet követően, immár basszusgitáros nélkül, az együttes Ateş ve Su (Tűz és Víz) c. albumával tért vissza 2004-ben.
2005-ben került piacra Yıldızların Altında (A csillagok alatt) című stúdióalbumuk, melyen más előadók feldolgozott dalai mellett régebbi Kargo-dalok remix verziói találhatóak.
2008 decemberében Koray Candemir és Serkan Çeliköz bejelentette, hogy kiválnak az együttesből, Mehmet Şenol Şişli új énekessel indította újra az együttest.

## Diszkográfia

### Albumok
- Sil Baştan (Hagyd magad mögött) (1994)
- Yarına Ne Kaldı (Mi maradt holnapra) (1996)
- Sevmek Zor (Szeretni nehéz) (1997)
- Yalnızlık Mevsimi (A magány évszaka) (1998)
- Sen Bir Meleksin (Angyal vagy) (2000)
- Herkesin Geçtiği Yoldan Geçme (Ne járj mások útján) (2000)
- Best of Kargo (2001)
- Ateş ve Su (Tűz és Víz) (2004)
- Yıldızların Altında (A csillagok alatt) (2005)
- RRDP (2010; ft. Mirkelam)
- Gelecekle Randevum Var (2013)
- Değiştir Dünyayı (2016)

### Kislemezek
- Efes Dark CD (2000)
- Herkesin Geçtiği Yoldan Geçme (2000)
- Kehribar (2012)
- Mazi Kalbimde Bir Yaradır (2014; ft. Dilek Türkan)

## Tagok
- Haluk Babadoğan - vokál (2014–)
- Selim Öztürk - gitár (1993–)
- Burak Karataş - dobok (1996–)
- Mehmet Şenol Şişli - basszusgitár (1993–2001, 2008–2010, 2015–)

### Korábbi tagok
- Deniz Aytekin - vokál (1993–1994)
- Aykan İlkan - dobok (1993–1994)
- Atilla Yüksel - billentyűsök (1993–1994)
- Koray Candemir - vokál (1994–2008)
- Serkan Çeliköz - billentyűsök (1994–2008)
- Reha Hendem - vokál (2008–2010)
- Ozan Anlaş - vokál (2011–2014)

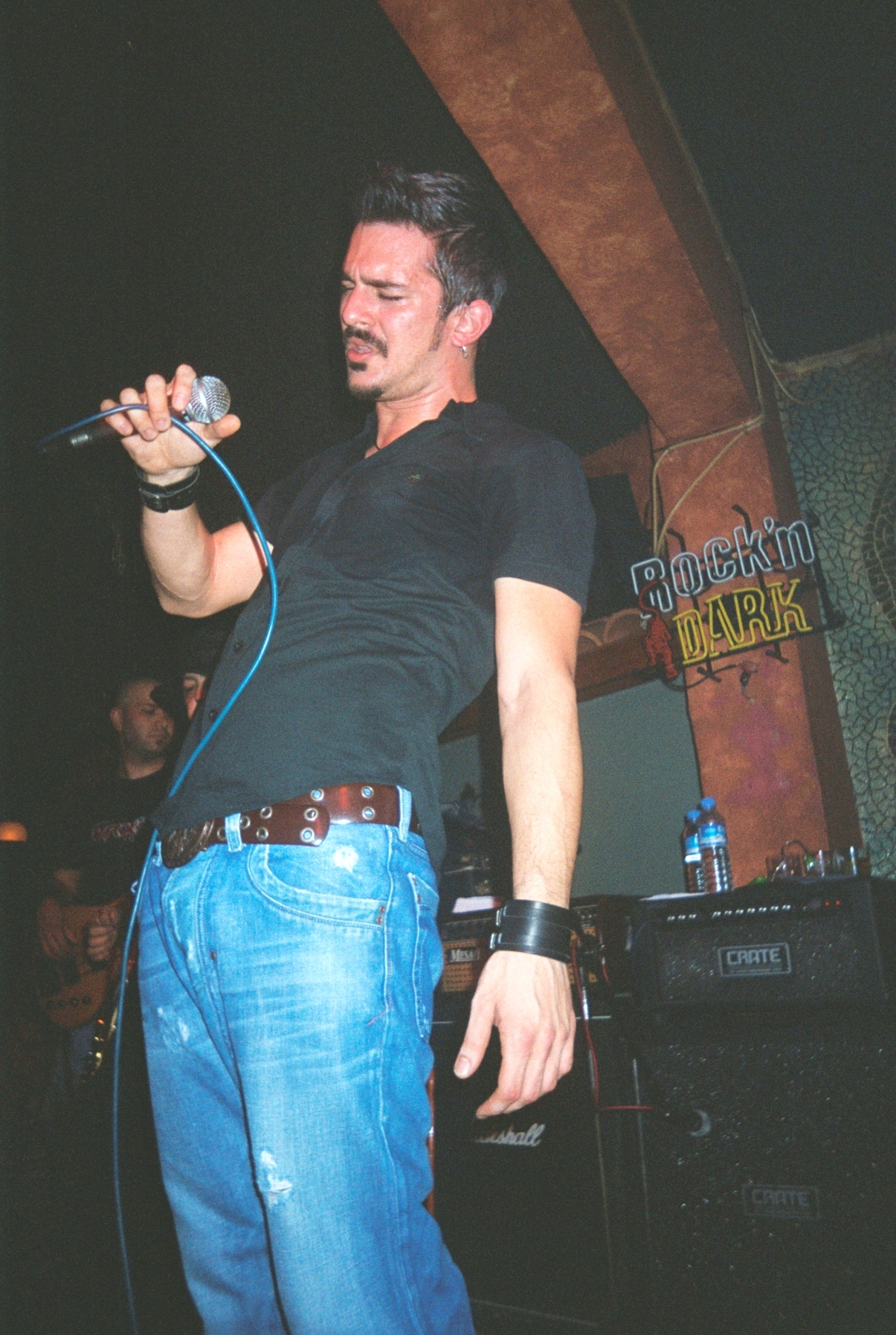
Koray Candemir, korábbi vokál
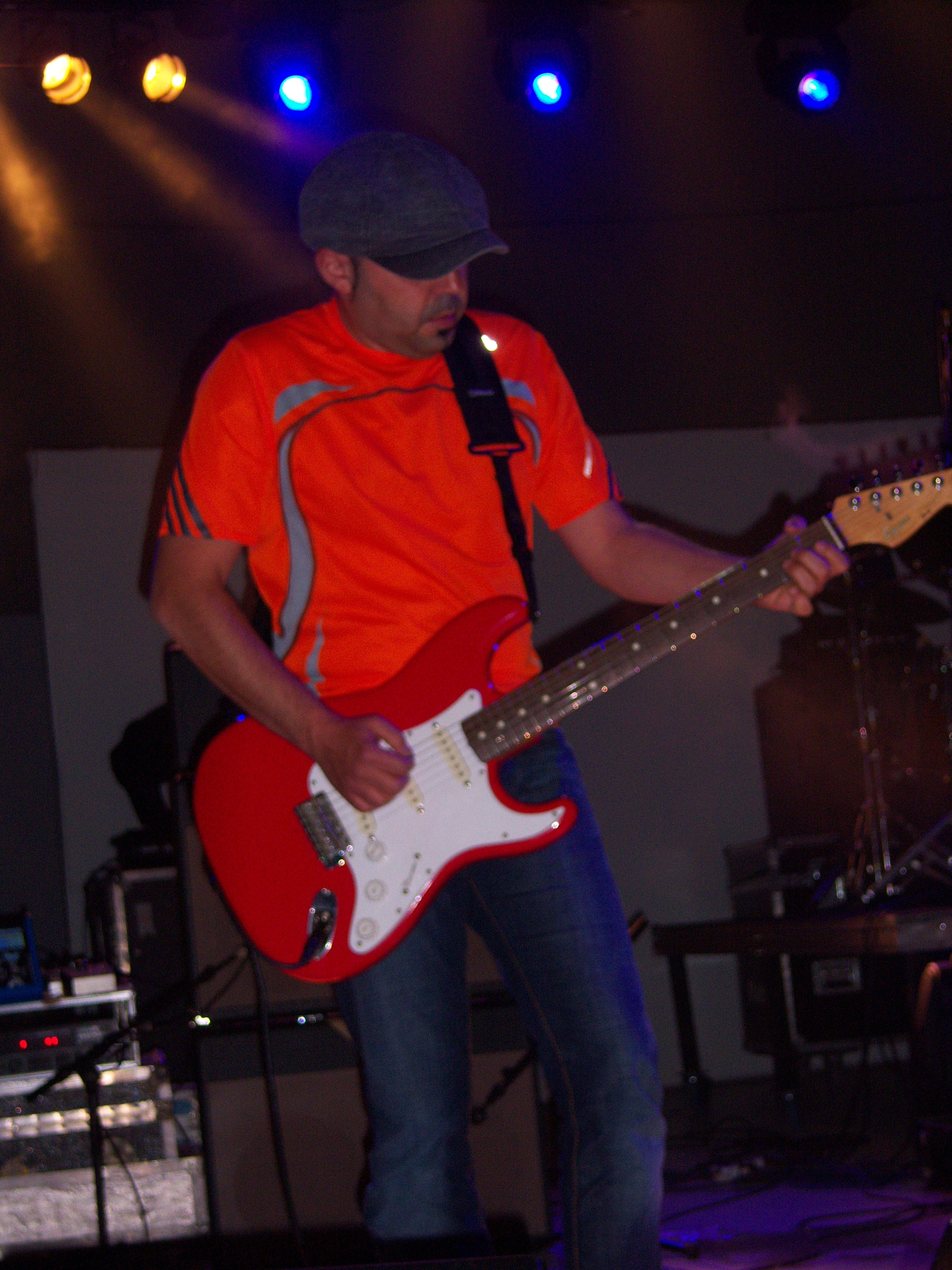
Selim Öztürk, gitár
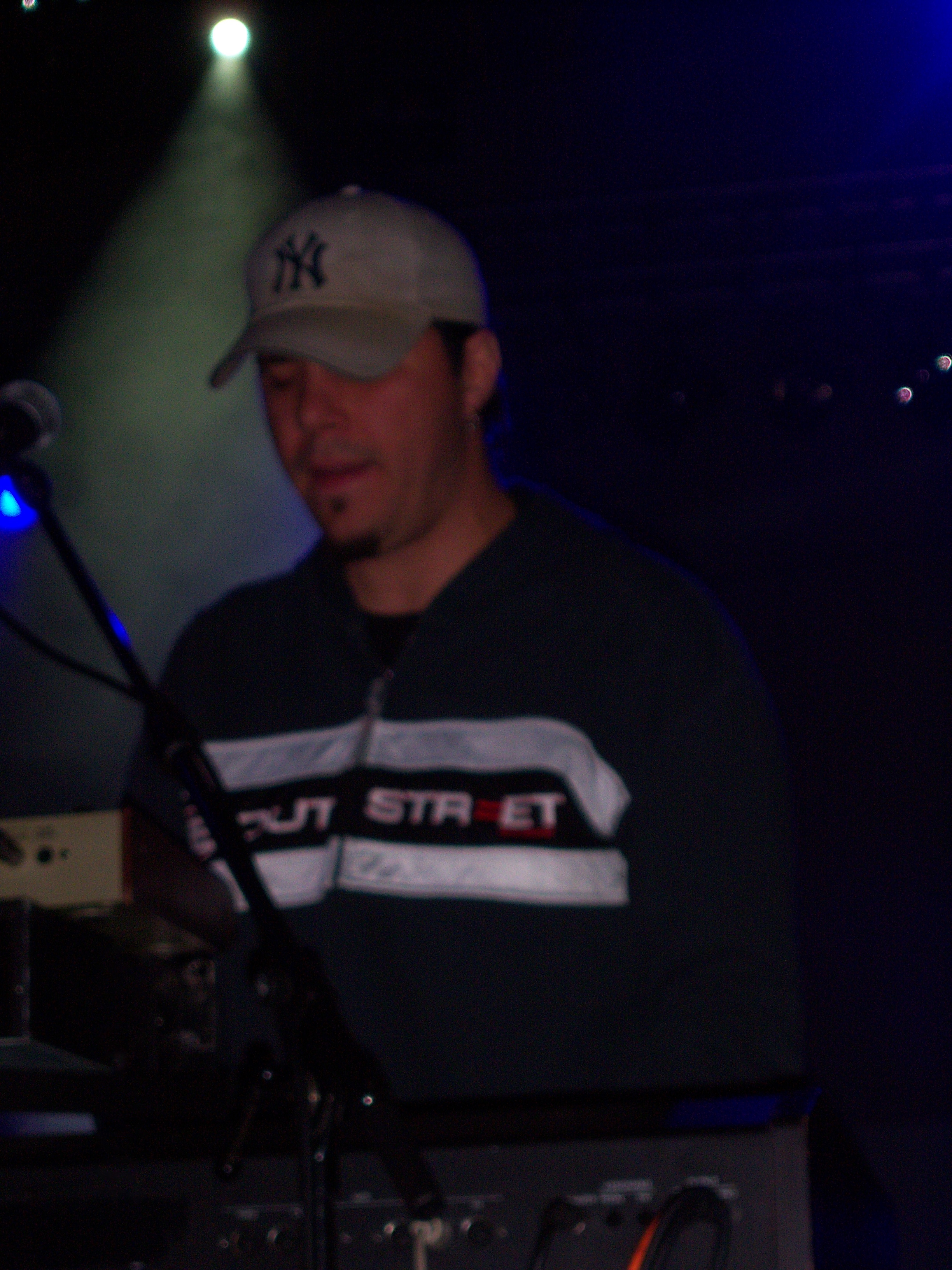
Serkan Çeliköz, korábbi billentyűs
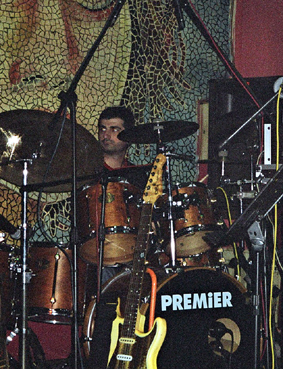
Burak Karataş, dobok